# STV (телерадиокомпания, Узбекистан)
Телерадиокомпания STV (или СТВ) (узб. STV teleradiokompaniyasi, рус Телерадиокомпания СТВ) — первая негосударственная телерадиокомпания Узбекистана, расположенная в городе Самарканде. Формально основана в 1987 году, официально зарегистрирована в августе 1990 года. Первое негосударственное и независимое средство массовой информации в истории Узбекистана.

## История
В 1987 году заместитель директора самаркандского полиграфического училища Фирдавс Абдухаликов предложил единомышленникам открыть независимую телекомпанию, основываясь на аналогичном опыте создания ранее студенческой телестудии. При областном комитете комсомола был основан молодежный координационный центр, задачей которого стала реализация проекта, связанного с созданием регионального ТВ. В августе 1990 года местные власти приняли решение о создании на базе студии молодежного центра общественной телекомпании ТКС («Телекомпания «Самарканд»). Первая передача на новом канале вышла 21 марта 1991 года. Регулярное вещание на Самарканд и Самаркандскую область (охват около 3 млн человек) началось с 15 мая 1991 года. Тематика телеканала универсальная. По большей части контент собственного производства, в том числе новости региона, репортажи, аналитические, новостные передачи. Также показывались фильмы на узбекском и русском языках. В 1992 году телекомпания была переименована в «Самарканд-СТВ». В 1996 году при редакции СТВ появилась информационно-развлекательная газета «Даракчи».
В 2000 году началось вещание на радиоволне FM 104,5, а компания переименована в телерадиокомпанию СТВ (затем - в STV). С развитием интернета появился официальный информационный сайт STV.uz, затем - страницы в социальных сетях, а также YouTube-канал. В начале существования работала рекламная студия «СТВ-дизайн», которая, по словам создателей СТВ, и позволяла на первых порах телерадиокомпании оставаться независимой. Вещание телеканала СТВ было остановлено 27 июля 2018 года. На ноябрь 2023 года функционирует радиостанция, информационно-новостной сайт STV.uz, страницы в социальных сетях, канал в видеохостинге YouTube, где публикуются репортажи, подготовленные сохраненной руководством редакцией телеканала STV, выпускается газета "Даракчи", также функционирует официальный сайт газеты и страницы в социальных сетях.

## Передачи

### Телепередачи
- «Боллалар соати» (Детский час) — показы мультфильмов
- «Государство и общество» — шоу о социальных проблемах.
- «Мохият» — авторская передача главного редактора газеты «Зарафшан» («Самаркандский вестник») Фармона Тошева
- «100% молодёжно!» — молодёжно-патриотическая передача
- «Шоми Самарканд» (Вечерний Самарканд) — культурно-просветительская передача (одна из первых передач на канале. Шла с 1991 года)[7]
- «Хабарлар», (Новости) — информационный блок
- «Телеинформ» и «телемаркет» — коммерческие программы

### Радиопередачи
- «Хабарлар», (Новости) — информационный блок

## Награды
В 2010 году корреспондент телеканала Мухаммаджон Бекмухамедов победил на конкурсе журналистов "Олтин Калам" ("Золотая ручка") со своей серией документальных передач, посвященной борьбе с незаконным траффиком людей и незаконной миграцией
В 2010 году СТВ победил в конкурсе "Озод юрт тулкинлари" ("Волны свободы") в номинации "За оперативное и непредвзятое информирование населения страны о ходе происходящих процессов по демократизации и модернизации в Узбекистане".
В 2014 году журналист СТВ Мутобар Нурмухаммедова заняла третье место на VI Национальном фестивале социальной медиапродукции в номинации "Повышение правовой культуры и знаний"